# Remškar
Remškar je priimek več znanih Slovencev:
- Bogomir Remškar - Bogo, jamar
- Danilo Remškar (1931—1981), gradbeni tehnik, pesnik in kulturni animator
- Ivan Remškar (1914—1945), duhovnik, mučenec
- Ivan Remškar, farmacevt (Lekarniška zbornica).
- Janez Remškar (*1947), zdravnik pulmolog, zdravstveni menedžer, publicist
- Kristina Remškar (1938—2019), prva TV-napovedovalka in voditeljica
- Maja Remškar (*1960), fizičarka
- Marta Remškar (r. Jakše) (1907—1984), plesalka, koreografinja in pedagoginja
- Matevž Remškar, konservator
- Slavica Remškar, urednica "Cicibana"
- Tatjana Remškar (por. Lipušček) (1926—1991), plesalka in koreografinja
- Tine Remškar (1920—?), politik, član IK oz. predsedstva CK ZKS
- Zlata Remškar (*1947), zdravnica pulmologinja, strok. za azbestozo